# Terytorium zamorskie
Terytorium zamorskie – w języku polskim określenie synonimiczne wobec terminu „terytorium zależne”. Jest to ogólne oznaczenie obszarów znajdujących się pod różnymi formami zależności politycznej od jakiegoś państwa.
Terytorium zamorskie to również termin prawny oznaczający pewien rodzaj terytoriów zależnych od Wielkiej Brytanii i od Francji.

## Brytyjskie terytoria zamorskie
Nazwa „terytorium zamorskie” (ang. overseas territory) została wprowadzona w 2002 roku na mocy British Overseas Territories Act. Wtedy to dla części posiadłości Wielkiej Brytanii zmieniono określenie z „terytorium zależne” (ang. dependent territory), wprowadzone w 1981 roku (wcześniej używano określenia „kolonie”).
Obecnie Wielka Brytania posiada 15 „terytoriów zamorskich” (na 18 terytoriów ogółem):
- Akrotiri
- Anguilla
- Bermudy
- Brytyjskie Terytorium Antarktyczne
- Brytyjskie Terytorium Oceanu Indyjskiego
- Brytyjskie Wyspy Dziewicze
- Dhekelia
- Falklandy
- Georgia Południowa i Sandwich Południowy
- Gibraltar
- Kajmany
- Montserrat
- Pitcairn
- Turks i Caicos
- Wyspa Świętej Heleny, Wyspa Wniebowstąpienia i Tristan da Cunha

## Francuskie terytoria zamorskie
Nazwa „terytorium zamorskie” (fr. territoire d’outre mer, TOM) – nazwa francuskiego terytorium zależnego o pewnej autonomii wewnętrznej używana dawniej dla czterech terytoriów (obecnie tylko dla jednego).
Francuskimi terytoriami zamorskimi są lub były:
- Francuskie Terytoria Południowe i Antarktyczne – od 1956
- Nowa Kaledonia – od 1946 do 1999 (obecnie jest objęta specjalnym statusem)
- Polinezja Francuska – od 1946 do 2003 (obecnie wspólnota zamorska)
- Wallis i Futuna – od 1961 do 2003 (obecnie wspólnota zamorska)